# Partido Laborista de Nueva Zelanda
El Partido Laborista de Nueva Zelanda (NZLP en inglés: New Zealand Labour Party, en maorí: Rōpū Reipa o Aotearoa) es un partido político progresista de Nueva Zelanda. Se describe como de centroizquierda. Ha sido uno de los dos principales partidos políticos de Nueva Zelanda desde 1935.
Fue el partido de gobierno del país luego de las elecciones de 2017 al haber obtenido 46 de los 120 escaños del parlamento y haber formado una coalición con el Partido Verde de Aotearoa Nueva Zelanda y el partido Nueva Zelanda Primero. La ley de Nueva Zelanda establece que se requieren 61 escaños para formar un gobierno. En las elecciones generales de 2020 el Partido Laborista incremento su número de escaños y logró la victoria al obtener 65 escaños en el parlamento, logrando la mayoría absoluta y permitiéndole gobernar en solitario. Tras las elecciones generales de 2023, el partido regresó a la oposición.

## Historia
El Partido Laborista se creó en 1916, al unirse grupos socialistas que abogaban por la representación proporcional y la internacionalización de la producción y el comercio exterior. Sus orígenes están en el movimiento de la clase trabajadora británica, fuertemente influenciado por el radicalismo australiano y eventos como la huelga de los mineros de Waihi de 1912.
El Partido Laborista fue miembro de la Internacional Socialista desde 1952 hasta diciembre de 2014, y actualmente es miembro de la Alianza Progresista desde su fundación en mayo de 2013.
El Partido estaba en varios gobiernos desde 1935, en coaliciones y solo:
- Primer Gobierno Laborista (1935-1949)

- Segundo Gobierno Laborista (1957-1960)

- Tercero Gobierno Laborista (1972-1975)

- Cuarto Gobierno Laborista (1984-1990)

- Quinto Gobierno Laborista (1999-2008)

- Sexto Gobierno Laborista (2017-2020)

- Séptimo Gobierno Laborista (2020-2023)

## Líderes del partido
| Nombre                | Fotos | Inicio                   | Fin                      | Otros cargos |
| --------------------- | ----- | ------------------------ | ------------------------ | --- |
| Alfred Hindmarsh      |       | 7 de julio de 1916       | 13 de noviembre de 1918  | Diputado del Parlamento de Nueva Zelanda (1911-1918) Consejero de Wellington (1905-1915) |
| Harry Holland         |       | 27 de agosto de 1919     | 8 de octubre de 1933     | Diputado del Parlamento de Nueva Zelanda (1918-1933) |
| Michael Joseph Savage |       | 12 de octubre de 1933    | 27 de marzo de 1940      | Primer ministro de Nueva Zelanda (1935-1940) Diputado del Parlamento de Nueva Zelanda (1919-1940) |
| Peter Fraser          |       | 1 de abril de 1940       | 12 de diciembre de 1950  | Primer ministro de Nueva Zelanda (1940-1949) Diputado del Parlamento de Nueva Zelanda (1918-1950) |
| Walter Nash           |       | Diciembre de 1950        | 1 de abril de 1963       | Primer ministro de Nueva Zelanda (1957-1960) Ministro de Finanzas (1935-1949) Diputado del Parlamento de Nueva Zelanda (1929-1968) |
| Arnold Nordmeyer      |       | 1 de abril de 1963       | 16 de diciembre de 1965  | Ministro de Finanzas (1957-1960) Ministro de Industrias y Comercio (1947-1949) Ministro de Salud (1941-1947) Diputado del Parlamento de Nueva Zelanda (1935-1969) |
| Norman Kirk           |       | 16 de diciembre de 1965  | 31 de agosto de 1974     | Primer ministro de Nueva Zelanda (1972-1974) Diputado del Parlamento de Nueva Zelanda (1957-1974) |
| Bill Rowling          |       | 6 de septiembre de 1974  | 3 de febrero de 1983     | Primer ministro de Nueva Zelanda (1974-1975) Ministro de Finanzas (1972-1974) Diputado del Parlamento de Nueva Zelanda (1962-1984) |
| David Lange           |       | 3 de febrero de 1983     | 8 de agosto de 1989      | Fiscal general de Nueva Zelanda (1989-1990) Primer ministro de Nueva Zelanda (1984-1989) Diputado del Parlamento de Nueva Zelanda (1977-1996) |
| Geoffrey Palmer       |       | 8 de agosto de 1989      | 4 de septiembre de 1990  | Primer ministro de Nueva Zelanda (1989-1990) Vice primer ministro de Nueva Zelanda (1984-1989) Diputado del Parlamento de Nueva Zelanda (1979-1990) |
| Mike Moore            |       | 4 de septiembre de 1990  | 1 de diciembre de 1993   | Director general de la Organización Mundial del Comercio (1999-2002) Primer ministro de Nueva Zelanda (septiembre-noviembre de 1990) Ministro de Relaciones Exteriores (febrero-noviembre de 1990) Ministro de Comercio Ultramarino (1984-1990) Diputado del Parlamento de Nueva Zelanda (1978-1999; 1972-1975) |
| Helen Clark           |       | 1 de diciembre de 1993   | 19 de noviembre de 2008  | Administradora del Programa del Desarrollo de las Naciones Unidas (2009-2017) Ministra de Relaciones Exteriores (agosto-noviembre de 2008) Primera ministra de Nueva Zelanda (1999-2008) Vice primera ministra de Nueva Zelanda (1989-1990) Ministra de Salud (1989-1990) Diputada del Parlamento de Nueva Zelanda (1981-2009) |
| Phil Goff             |       | 19 de noviembre de 2008  | 13 de diciembre de 2011  | Alcalde de Auckland (2016-presente) Ministro de Defensa (2005-2008) Ministro de Relaciones Exteriores (1999-2005) Ministro de Justicia (1999-2005) Diputado del Parlamento de Nueva Zelanda (1993-2016; 1981-1990) Ministro de Educación (1989-1990) Ministro de Vivienda (1984-1987) |
| David Shearer         |       | 13 de diciembre de 2011  | 15 de septiembre de 2013 | Diputado del Parlamento de Nueva Zelanda (2009-2016) |
| David Cunliffe        |       | 15 de septiembre de 2013 | 18 de noviembre de 2014  | Ministro de Inmigración (2005-2007) Ministro de Comunicaciones y Tecnología de Información (2002-2008) Diputado del Parlamento de Nueva Zelanda (1999-2017) |
| Andrew Little         |       | 18 de noviembre de 2014  | 1 de agosto de 2017      | Ministro de Salud (2020- presente) Ministro de Justicia (2017-2020) Ministro de Negociaciones del Tratado de Waitangi (2017-presente) Ministro de la Oficina de Seguridad de Comunicaciones del Gobierno (2017-presente) Ministro del Servicio de Inteligencia y Seguridad (2017-presente) Ministro Responsable de la Restauración del Río Pike (2017-presente) Ministro de Seguridad y Relaciones Laborales (2017-presente) Diputado del Parlamento de Nueva Zelanda (2011-presente) |
| Jacinda Ardern        |       | 1 de agosto de 2017      | 25 de enero de 2023      | Primera ministra de Nueva Zelanda (2017-2023) Diputada del Parlamento de Nueva Zelanda (2008-2023) |
| Chris Hipkins         |       | 25 de enero de 2023      | 27 de noviembre de 2023  | Primer ministro de Nueva Zelanda (2023) Ministro de Policía (2022-2023) Ministro para la Respuesta al COVID-19 (2020-2022) Ministro de Salud (2020) Ministro de Educación (2017-2023) Diputado del Parlamento de Nueva Zelanda (2008-presente) |

## Elecciones parlamentarias

### Hasta 1993 (sistema mayoritario)
| Año  | Votos   | %     | Resultado | +/- | Gobierno  |
| ---- | ------- | ----- | --------- | --- | --------- |
| 1919 | 131 402 | 24,2  | 8/80      |     | Oposición |
| 1922 | 150 448 | 23,70 | 17/80     | 9   | Oposición |
| 1925 | 184 650 | 27,20 | 12/80     | 5   | Oposición |
| 1928 | 198 092 | 26,19 | 19/80     | 7   | Coalición |
| 1931 | 244 881 | 34,27 | 24/80     | 5   | Oposición |
| 1935 | 434 368 | 46,17 | 53/80     | 29  | Gobierno  |
| 1938 | 528 290 | 55,82 | 53/80     |     | Gobierno  |
| 1943 | 522 189 | 47,6  | 45/80     | 8   | Gobierno  |
| 1946 | 536 994 | 51,28 | 42/80     | 3   | Gobierno  |
| 1949 | 506 073 | 47,16 | 34/80     | 8   | Oposición |
| 1951 | 490 143 | 45,8  | 30/80     | 4   | Oposición |
| 1954 | 484 028 | 44,1  | 35/80     | 5   | Oposición |
| 1957 | 559 096 | 48,3  | 41/80     | 6   | Gobierno  |
| 1960 | 508 179 | 43,4  | 34/80     | 7   | Oposición |
| 1963 | 383 205 | 43,7  | 35/80     | 1   | Oposición |
| 1966 | 382 756 | 41,4  | 35/80     |     | Oposición |
| 1969 | 464 346 | 44,2  | 39/84     | 4   | Oposición |
| 1972 | 677 669 | 48,37 | 55/87     | 16  | Gobierno  |
| 1975 | 634 453 | 39,56 | 32/87     | 23  | Oposición |
| 1978 | 691 076 | 40,41 | 40/92     | 8   | Oposición |
| 1981 | 702 630 | 39,01 | 43/91     | 3   | Oposición |
| 1984 | 829 154 | 42,98 | 56/95     | 13  | Gobierno  |
| 1987 | 878 448 | 47,96 | 57/97     | 1   | Gobierno  |
| 1990 | 640 915 | 35,14 | 29/97     | 28  | Oposición |
| 1993 | 666 759 | 34,68 | 45/99     | 16  | Oposición |

### Desde 1996 (sistema mixto)
| Año  | Votos por electorados | %     | Votos por lista | %     | Resultado | +/- | Gobierno             |
| ---- | --------------------- | ----- | --------------- | ----- | --------- | --- | -------------------- |
| 1996 | 640 884               | 31,08 | 584 159         | 28,19 | 37/120    | 8   | Oposición            |
| 1999 | 854 736               | 41,75 | 800 199         | 38,74 | 49/120    | 12  | Gobierno (coalición) |
| 2002 | 891 866               | 44,69 | 838 219         | 41,26 | 52/120    | 3   | Gobierno (coalición) |
| 2005 | 902 072               | 40,35 | 935 319         | 41,10 | 50/121    | 2   | Gobierno (coalición) |
| 2008 | 810 238               | 35,22 | 796 880         | 33,99 | 43/122    | 7   | Oposición            |
| 2011 | 762 897               | 35,12 | 614 937         | 27,48 | 34/121    | 9   | Oposición            |
| 2014 | 801 287               | 34,13 | 604 534         | 25,13 | 32/121    | 2   | Oposición            |
| 2017 | 958 155               | 37,88 | 956 184         | 36,89 | 46/120    | 14  | Gobierno (coalición) |
| 2020 | 1 357 501             | 48,07 | 1 443 545       | 50,01 | 65/120    | 19  | Gobierno en mayoría  |
| 2023 | 692 812               | 31,44 | 606 663         | 26,90 | 34/123    | 31  | Oposición            |